# Koninklijke Golf Club van België
De Koninklijke Golf Club van België, vaak aangeduid als Golfclub Ravenstein, is een Belgische golfclub nabij Tervuren.

## Geschiedenis
De club werd opgericht in 1906 en is een van de oudste golfclubs van het land. Er zijn 18 holes ontworpen door Seymour Dunn (1905) en Tom Simpson (1928) en 9 holes ontworpen door P. Mackenzie Ross (1951). Clubprofessional werd George Pannell, die in 1912 de eerste Dutch Open won.
Waar nu de golfbaan ligt, was in de 15de eeuw een jachtgebied van Filips van Kleef, heer van Ravenstein. Hij had er een klein jachtslot. In 1748 bouwde Charles-Henri Francolet uit Brussel er het kasteel van Ravenstein (niet meer Ravenstein genoemd). De naam van het hof van Ravenstein is ook terug te vinden op de Ferrariskaart tijdens de Oostenrijkse Nederlanden. Tijdens het Nederlands Bewind kocht kroonprins Willem Frederik het ganse domein "Ravenstein" van de Duisburgse burgemeester Charles-Louis t'Kint. Een jaar later (1830) werd het domein geconfisqueerd door de Belgische Staat. Het terrein van 65 hectare werd in 1880 geschonken aan koning Leopold II. In 1903 schonk hij zelf het domein aan de Koninklijke Schenking, met behoud van vruchtgebruik. Zo kon Leopold II er in 1906 een golfbaan laten aanleggen. In 1996 werd de koning ere-voorzitter van de golfclub.
Het eerste jeugdlid was Paul Rolin.
Op 18 december 1946 was de club betrokken bij de oprichting van de Koninklijke Belgische Golf Federatie samen met de Royal Antwerp Golf Club, de Golf Club de Sart-Tilman, de Royal Golf Club les Buttes Blanches, de Royal Golf Club du Hainaut, de Golf Club des Fagnes in Verviers, de Waterloo Golf Club en de Royal Zoute Golf et Tennis Club.

## Toernooien
- Sinds 1978 wordt het Belgian International Juniors Tournament op Ravenstein gespeeld.
- De Telenet Trophy 2012

## Baanrecord
Het baanrecord staat sinds 1935 op naam van Flory Van Donck met een score van 65. Het is pas in 200 geëvenaard door twee amateurs, Nicolas Colsaerts en Philippe Lima, tijdens het Internationaal Jeugd Open.